# Tatort: Architektur eines Todes
Architektur eines Todes ist ein Fernsehfilm aus der Kriminalreihe Tatort der ARD und des ORF, der vom HR produziert wurde. Die Erstausstrahlung im deutschen und österreichischen Fernsehen erfolgte am 6. September 2009. Für die Frankfurter Ermittler Dellwo und Sänger ist es der 16. Fall, den sie gemeinsam zu lösen haben. In dieser 740. Tatort-Folge bekommen es Dellwo und Sänger mit einem Vermisstenfall zu tun, der allerdings tödlich endet.

## Handlung
Die bekannte Architektin Sofia Martens ist eine gute Bekannte des Staatsanwalts Scheer. Als ihre Assistentin Anett Berger plötzlich verschwindet, bittet sie ihn um Hilfe, der daraufhin Dellwo und Sänger mit dem Fall beauftragt. Obwohl die Ermittler eigentlich für Mordfälle zuständig sind, befassen sie sich ausnahmsweise mit diesem Fall.
Für Sofia Martens steht fest, dass ihrer Assistentin etwas zugestoßen ist, denn das Architekturbüro steht kurz vor einem großen Wettbewerb, was durchaus eine Entführung vermuten lässt. Anett Berger war in dem Frauennetzwerk „Working Woman Web“ eingebunden und so ist es möglich, dass der Täter dort mit ihr in Kontakt gekommen ist. Sänger begibt sich am Abend dort zu einem Stammtisch, während Dellwo das Umfeld von Sofia Martens unter die Lupe nimmt. Da Martens beruflich stark eingespannt ist, übernimmt ihr Mann Holger die häuslichen Arbeiten und die Versorgung der Kinder. Dellwo sieht sich auch in der Wohnung von Anett Berger um in der Hoffnung, einen Anhaltspunkt zu finden. Er bemerkt einen jungen Mann, der sie offensichtlich besuchen will. Dellwo folgt ihm unbemerkt und sieht, wie Sofia Martens bei ihm zu klingeln scheint, er jedoch nicht öffnet. Als er sich später mit Sänger darüber austauscht, stellen sie fest, dass es sich dabei um einen „Charli“ handelt, der bei Martens Frauengruppe einschlägig bekannt ist, da er sich stets mit älteren und wohlhabenden Frauen verabredet. Entsprechend nimmt Sänger über das Internet Kontakt zu ihm auf und verabredet sich mit ihm. Dabei stellt sich heraus, dass er fest mit Anett Berger liiert ist. Nach seiner Meinung ist Sofia Martens deshalb extrem eifersüchtig, da sie selbst in Anett verliebt, ja ihr regelrecht verfallen sei. Dellwo war schon bei seinem ersten Besuch in Martens Firma aufgefallen, dass dort fast ausschließlich Frauen arbeiten. Langsam stellt sich heraus, dass Sofia Martens ein ziemliches Netzwerk aus Lügen um sich aufgebaut hat: auf der einen Seite die funktionierende Ehefrau und Mutter, auf der anderen Seite erfolgreiche Geschäftsfrau mit lesbischer Neigung.
Unerwartet wird Anett Berger tot auf einer Baustelle aufgefunden. Sie wurde offensichtlich in dem Rohbau eines Hochhauses festgehalten. Möglicherweise stürzte sie, beim Versuch sich zu befreien, in die Tiefe. Sofia Martens ist untröstlich und gibt an, dass sie seit einiger Zeit von einem Unbekannten Anrufe und Mails erhalten hat. Er wollte, dass sie sich mit ihm trifft, dann würde er Ruhe geben. So hat Martens Anett an ihrer Stelle zu dem Treffen geschickt und selber im Auto gewartet um im Notfall eingreifen zu können. Aber angeblich ist der Mann nicht erschienen.
Die Presse berichtet vom Fund der Leiche und daraufhin erscheint Peter Kaufmann, ein Angestellter von Sofia Martens, auf dem Präsidium. Er gesteht, dass er der Schreiber der anonymen Mails ist. Er habe es genossen, seiner Chefin Angst einzujagen. Als er zu dem Treffen kam, sei Anett vor ihm weggelaufen und auf der Baustelle gelandet. Er hätte sie eingeholt und sie wäre überrascht gewesen, ihn zu sehen, hätte ihn aber gleichzeitig verspottet. Denn sie wusste von seinen Mails und den Anrufen, da sie sich mit Sofia ständig ausgetauscht hatte. Vor Wut habe er sie in einem halbfertigen Raum eingeschlossen, aber er hätte sie nicht getötet.
So stellt sich am Ende heraus, dass Sofia Martens’ Ehemann in Erfahrung gebracht hatte, wo Anett eingesperrt war. Er gibt an, zu ihr gefahren zu sein, um sie zu befreien. Doch sie seien in Streit geraten. Er wollte, dass sie sich von Sofie fernhalte und ihre Familie in Ruhe lässt. Dabei habe sie das Gleichgewicht verloren und sei abgestürzt.

## Hintergrund
Der Film wurde vom HR unter dem Arbeitstitel Architektur eines Mordes in Frankfurt am Main und der Umgebung von Frankfurt gedreht.

## Rezeption

### Einschaltquoten
Die Erstausstrahlung von Architektur eines Todes wurde am 6. September 2009 in Deutschland von insgesamt 7,44 Millionen Zuschauern gesehen und erreichte einen Marktanteil von 21,80 Prozent für Das Erste.

### Kritik
Die allgemeine Kritik fällt niederschmetternd aus:
Tilmann P. Gangloff stellt zu diesem urbanen Film fest: Ein ‚Tatort‘ mit „erzählerischem Stillstand“.
Die Kritiker bei Quotenmeter.de meinen, dass „einzelne Dialoge [zwar stimmungsvoll inszeniert sind]. Letztlich ist es der fehlende Zusammenhang, der das Verfolgen und Verstehen der Handlung frustrierend macht.“ ‚Architektur eines Todes‘ ist „leider mehr als unbefriedigend. Der Zuschauer verfolgt statt einer durchgehenden Handlung eine Aneinanderreihung unterschiedlichster Handlungsstränge, die weniger mit den Ermittlungen, sondern vielmehr mit den privaten Problemen der Darsteller kokettieren. Der Täter, soviel sei verraten, stellt sich am Ende selbst – vielleicht symptomatisch für die drittletzte und leider auch schwächste Folge der Frankfurter ‚Tatort‘-Kommissare.“
Kathrin Buchner bei Stern.de hält in diesem Tatort nicht nur das Ermittlerteam für eine „komplette Enttäuschung“, denn ebenso „düster wie der Geschlechterkampf dargestellt wird, ist die Inszenierung von ‚Architektur eines Todes‘ gehalten. Bleiche Farben in kaltem Neonlicht vor den glatten Fassaden Frankfurter Hochhäuser, kühle moderne Architektur, schick und aufgeräumt, ohne jegliche Wärme und Geborgenheit. Das ist durchaus stimmig, doch nervt Regisseur Titus Selge mit merkwürdiger Kameraführung, die gerne mal auf Hüfthöhe gehalten ist. Das Drehbuch von Judith Angerbauer zerfasert, zu viele Verdächtige, zu viele Nebenschauplätze, […] keine Geschichte wird zu Ende erzählt.“
Feridun Zaimoglu bei Die Zeit.de urteilt recht sarkastisch: „Die neue Frankfurter ‚Tatort‘-Folge will experimentell sein. Andrea Sawatzki mischt sich unter emanzipierte Champagnerdamen: Gähnen bis der Kiefer knackt.“ Und noch krasser empfindet er: „Andrea Sawatzki und Nina Petri sehen leider aus wie Dragqueens auf dem Karnevalswagen.“
Positiven Stimmen waren auch zu finden:
Rainer Tittelbach von tittelbach.tv urteilt: „Wie Architektur und Ästhetik ist auch ein guter Krimi oft eine Frage von Wahrnehmung und Perspektive. Mit diesen Möglichkeiten des Genres geht ‚Architektur eines Todes‘ äußerst einfallsreich um. Häufig sieht man in dem Film von Titus Selge Menschen, die etwas beobachten. […] Auch der Zuschauer beobachtet, blickt auf ein Geschehen, bei dem er mehr weiß als die Kommissare.“ Insgesamt ein „sehr gut gebaute[r] und atmosphärisch stilsichere[r] Film[], der seinen Charakteren dennoch genügend Spielraum lässt.“
Die Kritiker der Fernsehzeitschrift TV Spielfilm meinen, dieser Tatort ist: „wendungsreich und hervorragend gespielt […], spannend und hart am Psychodrama.“